# Nyassachromis microcephalus
Nyassachromis microcephalus är en fiskart som först beskrevs av Trewavas, 1935.  Nyassachromis microcephalus ingår i släktet Nyassachromis och familjen Cichlidae. IUCN kategoriserar arten globalt som livskraftig. Inga underarter finns listade i Catalogue of Life.